# Marjorie Jackson
Marjorie Jackson-Nelson MBE (Coffs Harbour, 13 de setembro de 1931) é uma ex-atleta e multicampeã australiana de atletismo. Especialista em provas de velocidade, em sua carreira conquistou duas medalhas de ouro olímpicas, sete em Jogos da Commonwealth, dez recordes mundiais e todos os títulos estaduais e nacionais da Austrália entre 1950 e 1954.
Marjorie começou a chamar atenção nacional e internacionalmente em 1949, quando derrotou em algumas corridas a campeã olímpica de Londres 1948, a holandesa Fanny Blankers-Koen, em provas de 100 e 200 metros rasos, o que lhe valeu o apelido de The Lithgow Flash, com respeito à cidade em que vivia e cresceu. Depois de conquistar quatro vitórias nos Jogos da Commonwealth em 1950, na Nova Zelândia, tornou-se uma das favoritas para os Jogos Olímpicos de Melbourne, em seu próprio país.
Nos Jogos, ela venceu os 100 m rasos igualando o recorde mundial - 11s5 - e os 200 m, a primeira australiana a conseguir a vitória em duas provas de atletismo nas Olimpíadas desde Edwin Flack, em Atenas 1896. Favoritas para o ouro também no revezamento 4x100 m, depois de quebrarem o recorde mundial na prova eliminatória  as australianas perderam a chance de medalha por erro na passagem do bastão, que lhes custou precioso tempo, chegando apenas em quinto e tirando de Jackson a oportunidade de conquistar uma terceira medalha de ouro. No fim de 1952, no Japão, ela estabeleceu nova marca mundial para os 100 m - 11s 4.
Em sua carreira, ela quebrou recordes mundiais individuais nos 100 m, 200m, em provas não olímpicas de 110 e 220 jardas, e no revezamento 4x100 metros.
Recipiente da Ordem do Império Britânico em junho de 1953, Jackson foi uma das homenageadas na cerimônia da entrada da tocha olímpica nos Jogos Olímpicos de Sydney em 2000 e, entre 2001 e 2007, envolvida na política de seu país, ocupou o cargo de governadora da Austrália do Sul.